# Great Ouse
Great Ouse er en flod i East Anglia i England. Den er 240 km lang, hvilket gør den til det længste vandløb i East Anglia og den femte længste flod i Storbritannien. Den nedre del af floden er kendt som Old West River og The Ely Ouse.
Floden har flere kilder nær landsbyerne Syresham og Sulgrave i Northamptonshire. Den løber gennem Brackley, Buckingham, Milton Keynes i Stony Stratford, Newport Pagnell og Olney, Bedford, St. Neots, Godmanchester, Huntingdon, St. Ives, Ely, Littleport og Downham Market før den løber ud  i The Wash ved King's Lynn. 
Bifloder til Great Ouse er (listet ovenfra og ned over floden):
- Padbury Brook
- Lovat
- Odell Rill
- Ravensden Brook
- Elstow Brook
- Gadsey Brook
- Kym
- Hen Brook
- Duloe Brook
- Begwary Brook
- Ivel
- Cam
- Lark
- Little Ouse
- Wissey
- Old Bedford River
- New Bedford River